# Tomentgaurotes maculosus
Tomentgaurotes maculosus är en skalbaggsart som först beskrevs av Bates 1885.  Tomentgaurotes maculosus ingår i släktet Tomentgaurotes och familjen långhorningar. Inga underarter finns listade i Catalogue of Life.